# Saison 1 de ReGenesis
Chronologie
Saison 2
Cet article présente le guide des épisodes de la première saison de la série télévisée canadienne ReGenesis.

## Distribution

### Acteurs principaux
- Peter Outerbridge (VF : Éric Legrand) : David Sandström
- Dmitry Chepovetsky (VF : Philippe Vincent) : Bob Melnikov
- Mayko Nguyen (VF : Marion Valantine) : Mayko Tran
- Greg Bryk : Weston Field
- Elliot Page (VF : Léopoldine Serre) : Lilith Sandström
- Conrad Pla (en) (VF : Christophe Peyroux) : Carlos Serrano
- Maxim Roy (VF : Catherine Hamilty) : Caroline Morrison
- Sarah Strange : Jill Langston

### Acteurs récurrents et invités
- Mark Rendall (VF : Thomas Sagols) : Mick Sloane (7 épisodes)
- Mishu Vellani (VF : Mylène Wagram) : Hira Kahn (6 épisodes)
- Rosemary Dunsmore : Députée Schuler (6 épisodes)
- Vincent Walsh (pl) : Agent MI-5 Digby (5 épisodes)
- Kristin Booth (VF : Aurélie Nollet) : Daisy Markovic (épisodes 1 à 3, et 13)
- Tara Spencer-Nairn (en) : Twyla (épisode 1)
- Maurice Dean Wint : Connor McGuinn (épisode 9)

## Épisodes

### Épisode 1:Virus mortel
- Canada : 24 octobre 2004 sur The Movie Network
- France : 7 décembre 2005 sur 13ème rue

- Kristin Booth (Daisy Markovic)
- Damon D'Oliveira (Reporter)
- Toni Ellwand (Infirmière)
- Lynne Griffin (Francis)
- Bill Lake (Policier)
- André Noble (Darrell Graves)
- Tara Spencer-Nairn (Twyla)

### Épisode 2:Tueur né
- Canada : 24 octobre 2004 sur The Movie Network
- France : 7 décembre 2005 sur 13ème rue

- Marie Beath Badian (Journaliste #1)
- Brian Bisson (Soldat)
- Kristin Booth (Daisy Markovic)
- Catherine Bruce (Femme dans le bus)
- Dan Duran (Présentateur du JT)
- Lynne Griffin (Francis)
- Howard Jerome (M. Zaltsberg)
- Peter Kosaka (Médecin)
- Michelle McCree (Journaliste)
- Ron Payne (Angus MacDonald)
- Robert Shipman (Reporter #2)
- Kenneth Welsh (Shelby Sloane)

### Épisode 3:Le Visage de Dieu
- Titre original : The Face of God
- Numéro(s) : 3 (1-3)
- Scénariste(s) : Tom Chehak
- Réalisateur(s) : John L'Ecuyer
- Acteurs secondaires : Anne Beaudry (Journaliste #2), Kristin Booth (Daisy Markovic), John Boylan (en) (Révérend Walsh), Carol Dalziel (Infirmière), Peter McCowatt (Comédien), Dwayne McLean (Assassin), Rory O'Shea (Journaliste #1), Dennis Oliver (Soldat), Khan Agha Soroor (Shoaib Khan), Kenneth Welsh (Shelby Sloane)
- Diffusion(s) : 
  -  Canada : le 31 octobre 2004 sur The Movie Network
  -  France : le 14 décembre 2005 sur 13ème rue
- Synopsis :

### Épisode 4:Le Fantôme d'Hira
- Titre original : Prions
- Numéro(s) : 4 (1-4)
- Scénariste(s) : Tom Chehak
- Réalisateur(s) : Don McBrearty
- Acteurs secondaires : John Boylan (en) (Révérend Walsh), Caroline Cave (Rebecca McKinley), Hugh Dillon (Danny Dexter), Billy MacLellan (Coureur), Dwayne McLean (Assassin), Khan Agha Soroor (Shoaib Khan)
- Diffusion(s) : 
  -  Canada : le 7 novembre 2004 sur The Movie Network
  -  France : le 14 décembre 2005 sur 13ème rue
- Synopsis :

### Épisode 5:Le Virus historique
- Titre original : The Oldest Virus
- Numéro(s) : 5 (1-5)
- Scénariste(s) : Avrum Jacobson
- Réalisateur(s) : John L'Ecuyer
- Acteurs secondaires : Sally Cahill (Serveuse), Michael Daly (Homme en costume), Frank Defrancesco (Serveur), Hugh Dillon (Danny Dexter), Larissa Laskin (Lynn Raskin), Heidi Von Palleske (Denise Richman), Wayne Ward (Hal Rolph)
- Diffusion(s) : 
  -  Canada : le 14 novembre 2004 sur The Movie Network
  -  France : le 21 décembre 2005 sur 13ème rue
- Synopsis :

### Épisode 6:L'Œil de la baleine
- Titre original : The Trials
- Numéro(s) : 6 (1-6)
- Scénariste(s) : Chris Philpott
- Réalisateur(s) : Don McBrearty
- Acteurs secondaires : Eli Gabay (John Ricci), Patrick McKenna (Dr Julius Booker), Michelle Nolden (Dr Lauren Foley)
- Diffusion(s) : 
  -  Canada : le 21 novembre 2004 sur The Movie Network
  -  France : le 21 décembre 2005 sur 13ème rue
- Synopsis :

### Épisode 7:Dernier espoir
- Titre original : Faint Hope
- Numéro(s) : 7 (1-7)
- Scénariste(s) : Lara McKinnon
- Réalisateur(s) : Don McBrearty
- Acteurs secondaires : Grace Armas (Infirmière), Tannis Burnett (Judy Bewick), Eli Gabay (John Ricci), Patrick McKenna (Dr Julius Booker), Roger Periard (Vieil Homme), Linda Prystawska (Illyanna), David Storch (Lloyd Peterman), Gema Zamprogna (Étudiante #1)
- Diffusion(s) : 
  -  Canada : le 28 novembre 2004 sur The Movie Network
  -  France : le 28 décembre 2005 sur 13ème rue
- Synopsis :

### Épisode 8:Bactéries terroristes
- Titre original : Blackout
- Numéro(s) : 8 (1-8)
- Scénariste(s) : Jason Sherman
- Réalisateur(s) : John L'Ecuyer
- Acteurs secondaires : Maggie Cassella (Anne Katzman), Christopher Lee Clements (Employé de l'usine de traitement), Alex Poch-Goldin (Gideon Voss), Allan Price (Dr Fish), Priya Rao (Serveuse), Julie Stewart (Sara Sandström), Heidi Von Palleske (Denise Richman)
- Diffusion(s) : 
  -  Canada : le 12 décembre 2004 sur The Movie Network
  -  France : le 28 décembre 2005 sur 13ème rue
- Synopsis :

### Épisode 9:Guerre secrète
- Titre original : The Secret War
- Numéro(s) : 9 (1-9)
- Scénariste(s) : Avrum Jacobson
- Réalisateur(s) : John L'Ecuyer
- Acteurs secondaires : Inga Cadranel (Luisa Raposa), Jess Gibbons (Benton), Michelle Hospedales (Rita Lopez-Fernandez), Alison Lawrence (Infirmière), Jorge Molina (Antonio Santos)
- Diffusion(s) : 
  -  Canada : le 19 décembre 2004 sur The Movie Network
  -  France : le 4 janvier 2006 sur 13ème rue
- Synopsis :

### Épisode 10:La Source
- Titre original : The Source
- Numéro(s) : 10 (1-10)
- Scénariste(s) : Avrum Jacobson
- Réalisateur(s) : Jerry Ciccoritti
- Acteurs secondaires : Raymond Accolas (Jacques Raphoz), Rolando Alvarez Giacoman (Alejandro), Inga Cadranel (Luisa Raposa), Thomas Mitchell (Eliot Field), Naomi Snieckus (en) (Angela Webb)
- Diffusion(s) : 
  -  Canada : le 2 janvier 2005 sur The Movie Network
  -  France : le 4 janvier 2006 sur 13ème rue
- Synopsis :

### Épisode 11:Cache-cache
- Titre original : The Promise
- Numéro(s) : 11 (1-11)
- Scénariste(s) : Tom Chehak
- Réalisateur(s) : Jerry Ciccoritti
- Acteurs secondaires : Carrie Clayton (Modèle Nue), Conrad Coates (Officier de l'armée canadienne), Richard Fitzpatrick (Officier de l'armée de l'air américaine), Trulie MacLeod (Dr Claire Nathan), James Moffat (Dez), Jennifer Steede (Soldat Rossette), Chris Wiggins (Vascily Popov)
- Diffusion(s) : 
  -  Canada : le 9 janvier 2005 sur The Movie Network
  -  France : le 11 janvier 2006 sur 13ème rue
- Synopsis :

### Épisode 12:Résurrection
- Titre original : Resurrection
- Numéro(s) : 12 (1-12)
- Scénariste(s) : Tom Chehak
- Réalisateur(s) : John L'Ecuyer
- Acteurs secondaires : Conrad Bergschneider (Chauffeur de Taxi), Terrence Bryant (Homme), Hugh Dillon (Danny Dexter), Craig Eldridge (Docteur), Sandy Jobin-Bevans (Jake Bachman), Trulie MacLeod (Dr Claire Nathan), Chris Wiggins (Vascily Popov)
- Diffusion(s) : 
  -  Canada : le 16 janvier 2005 sur The Movie Network
  -  France : le 11 janvier 2006 sur 13ème rue
- Synopsis :

### Épisode 13:La Nuit la plus longue
- Titre original : The Longest Night
- Numéro(s) : 13 (1-13)
- Scénariste(s) : Jason Sherman
- Réalisateur(s) : John L'Ecuyer
- Acteurs secondaires : Jennifer Barlow (Stripteaseuse), Marqus Bobesich (Vidéographe), Kristin Booth (Daisy Markovic), Colin Glazer (Andrea), Jamie Holmes (Margie), Kedar (Dr Dale Bishop), Gerry Salsberg (Max Weinstock), Chris Wiggins (Vascily Popov), Peter Windrem (Client)
- Diffusion(s) : 
  -  Canada : le 23 janvier 2005 sur The Movie Network
  -  France : le 18 janvier 2006 sur 13ème rue
- Synopsis :